# 裂叶荨麻
裂叶荨麻（学名：Urtica lobatifolia）为荨麻科荨麻属下的一个种。

## 扩展阅读
- 維基物種上的相關：裂叶荨麻